# Стар-Валли-Ранч (Вайоминг)
Стар-Валли-Ранч (англ. Star Valley Ranch, Wyoming) — город, расположенный в округе Линкольн (штат Вайоминг, США) с населением в 776 человек по статистическим данным переписи 2000 года.

## География
По данным Бюро переписи населения США, город Стар-Валли-Ранч имеет общую площадь в 32,89 квадратных километров, водных ресурсов в черте населённого пункта не имеется.

## Демография
По данным переписи населения 2000 года в Стар-Валли-Ранче проживало 776 человек, 292 семьи, насчитывалось 357 домашних хозяйств и 856 жилых домов. Средняя плотность населения составляла около 23,6 человек на один квадратный километр. Расовый состав Стар-Валли-Ранча по данным переписи распределился следующим образом: 97,68 % белых, 0,13 % — чёрных или афроамериканцев, 0,77 % — коренных американцев, 1,16 % — представителей смешанных рас, 0,26 % — других народностей. Испаноговорящие составили 0,39 % от всех жителей города.
Из 357 домашних хозяйств в 12,0 % — воспитывали детей в возрасте до 18 лет, 78,7 % представляли собой совместно проживающие супружеские пары, в 2,8 % семей женщины проживали без мужей, 18,2 % не имели семей. 12,9 % от общего числа семей на момент переписи жили самостоятельно, при этом 7,0 % составили одинокие пожилые люди в возрасте 65 лет и старше. Средний размер домашнего хозяйства составил 2,17 человек, а средний размер семьи — 2,36 человек.
Население города по возрастному диапазону по данным переписи 2000 года распределилось следующим образом: 11,5 % — жители младше 18 лет, 2,4 % — между 18 и 24 годами, 12,4 % — от 25 до 44 лет, 36,1 % — от 45 до 64 лет и 37,6 % — в возрасте 65 лет и старше. Средний возраст жителей составил 61 год. На каждые 100 женщин в Стар-Валли-Ранче приходилось 101,0 мужчин, при этом на каждые сто женщин 18 лет и старше приходилось 99,7 мужчин также старше 18 лет.
Средний доход на одно домашнее хозяйство в городе составил 47 981 доллар США, а средний доход на одну семью — 58 036 долларов. При этом мужчины имели средний доход в 40 313 долларов США в год против 32 083 доллара среднегодового дохода у женщин. Доход на душу населения в городе составил 28 635 долларов в год. Все семьи в Стар-Валли-Ранче имели доход, превышающий уровень бедности, 3,9 % от всей численности населения находилось на момент переписи населения за чертой бедности, при этом 8,8 % жителей были в возрасте 64 лет и старше.